# Aquilegia gegica
Aquilegia gegica är en ranunkelväxtart som beskrevs av Jabr.-kolak.. Aquilegia gegica ingår i släktet aklejor, och familjen ranunkelväxter. Inga underarter finns listade i Catalogue of Life.